# NGC 5767
NGC 5767 (другие обозначения — UGC 9549, ZWG 248.22, PGC 52942) — галактика в созвездии Волопас.
Этот объект входит в число перечисленных в оригинальной редакции «Нового общего каталога».